# Kantatie 53
Pour les articles homonymes, voir Route 53.
La route principale 53 (en finnois : Kantatie 53) est une route principale allant de Tuulos à Hämeenlinna jusqu'à Padasjoki en Finlande.

## Description
La route principale prolonge la route 10 jusqu'à la route 24.

## Parcours
La route parcourt les municipalités suivantes :
- Tuulos, Hämeenlinna
- Padasjoki